# Jász-Nagykun-Szolnok
Jász-Nagykun-Szolnok ([jás-naďkun-solnok]) je župa uprostřed východní části Maďarska. Je obklopena župami Pest, Heves, Borsod-Abaúj-Zemplén, Hajdú-Bihar, Békés, Csongrád-Csanád a Bács-Kiskun. Jejím hlavní městem je Szolnok.

## Historie
Současná župa Jász-Nagykun-Szolnok vznikla při administrativní reformě roku 1950, a to jen drobnými úpravami stejnojmenné župy existující již od roku 1876. Její území bylo dříve administrativně rozdrobené mezi oblast Külső-Szolnok („Vnější Szolnok“), župu Kolbász (zanikla v 16. století), část Heveše, Pešťské župy a kmenové enklávy Jasů (Jász) a Kumánů (Kun). Dnešní název tuto historii reflektuje, přičemž Nagykun znamená Velká Kumánie. Župa zavedená roku 1950 se nicméně jmenovala pouze Szolnok a k plnému názvu se vrátila až roku 1990.

## Přírodní poměry
Celá župa leží ve Velké uherské nížině a pokrývá ji rovina. Ze severovýchodu na jihozápad jí protéká Tisa, do níž se v Szolnoku vlévá Zagyva, osa severozápadního výběžku župy. Na severu na hranici se župou Heves se podél Tisy nachází kaskáda jezer (Tisza-tó).

## Doprava
Silniční osou župy je státní silnice č. 4 Budapešť – Szolnok – Debrecín / Rumunsko (evropská silnice E60), z níž se v Törökszentmiklósi odpojuje silnice č. 46 do župy Békés. Župou Jász-Nagykun-Szolnok nevede žádná dálnice, na severu ji těsně míjí dálnice M3. Výhodnější polohu má župa ohledně železnice – Szolnok je jedním z nejdůležitějších maďarských železničních uzlů, kříží se tu dvě tratě z Budapešti (a spojka z Hatvanu), které pokračují jako hlavní tratě na východ země a dále na Ukrajinu a do Rumunska.

## Významná města
- Szolnok (hlavní a největší město)
- Túrkeve
- Kisújszállás
- Tiszaföldvár
- Kunszentmárton
- Jászapáti
- Jászberény
- Karcag

## Okresy
- Okres Jászapáti
- Okres Jászberény
- Okres Karcag
- Okres Kunhegyes
- Okres Kunszentmárton
- Okres Mezőtúr
- Okres Szolnok
- Okres Tiszafüred
- Okres Törökszentmiklós